# Pietro Bonetto
Pietro Bonetto (Torino, 11 dicembre 1921 – Torino, 4 dicembre 2005) è stato un arbitro di calcio italiano.

## Biografia
Primo di tre maschi, alla fine del conflitto mondiale vorrebbe dedicarsi all'atletica leggera.
È morto nella sua casa di Torino il 4 dicembre 2005.

## Carriera
A 26 anni, nel 1947, si iscrive ad un corso per arbitri ed incomincia la sua carriera. Piero Bonetto condivide, con il solo Concetto Lo Bello, il primato di essere salito in una stagione sportiva, quella 1953-1954, dalla Serie C alla Serie A. Debutta in Serie A nel maggio del 1954 in Lazio-Atalanta. Diviene arbitro internazionale nel 1957. Ha diretto 146 incontri in Serie A e 31 incontri internazionali. All'estero vanta la direzione di una partita (Ungheria-Perù) al torneo calcistico dell'Olimpiade di Roma, dove è stato impiegato come guardalinee anche nella finalissima per la medaglia d'oro (Jugoslavia-Danimarca) al fianco di Concetto Lo Bello. Nel 1962 dirige la finale di Coppa Italia tra Napoli e Spal.
Dopo aver vinto il Seminatore d'oro ed il Premio Giovanni Mauro, concluse anticipatamente l'attività sportiva nel 1962, dimettendosi in seguito alle polemiche successive all'incontro Milan-Atalanta, in cui annullò un rigore a Gianni Rivera, ne assegnò un altro a favore dell'Atalanta ed espulse due giocatori, Cesare Maldini e José Altafini.